# Alliah Baker
Alliah Baker (10 de julio de 2005) es una deportista de Jamaica que compite en atletismo. Ganó una medalla de plata en el Campeonato Mundial de Atletismo Sub-20 de 2021, en la prueba de 4 × 400 m.